# Opowiadania miłosne
Opowiadania miłosne (oryg. fr. Comptes amoureux) – zbiór siedmiu nowel wydanych w latach 40. XVI wieku w Lyonie jako dzieło Jeanne Flore. Przypuszcza się, że w rzeczywistości cykl został wspólnie napisany przez grupę poetów, m.in. Clementa Marota i Étienne'a Doleta. 

## Autorstwo utworu
Nie jest jasne, kim była autorka lub autor tekstu. W momencie druku w Lyonie dzieło podpisane było nazwiskiem Jeanne Flore. Istnienie takiej osoby i posiadanie przez nią wykształcenia humanistycznego niezbędnego do napisania Opowiadań miłosnych przyjmują Josephine Donovan i Michel LeGuern, z kolei Sonya Stephens i Barbara Marczuk skłaniają się ku tezie, że treść utworu oraz ukazane w nim postacie dam wykluczają autorstwo kobiety. Twierdzą one, że dzieło powstało najpewniej w kręgu Etienne'a Doleta
.

## Treść
Opowiadania miłosne tworzą cykl wpisanych w historię ramową - narratorkami kolejnych nowel są kobiety uczestniczące w winobraniu. Wszystkie opowiadania łączy tematyka miłosna. W odróżnieniu od innych dzieł poruszających tematykę miłosną w epoce renesansu, Opowiadania miłosne głoszą pochwałę wolnej miłości i namiętności wbrew społecznym zasadom i konwensansom. Dzieło odrzuca nawet instytucję małżeństwa, jako utrudniającą wyznawanie "religii miłości", nadrzędnej wartości na świecie. 
Nowele łączy wątek młodej kobiety zmuszonej do zaślubienia mężczyzny niekochanego i znacznie starszego. Każda z postaci spotyka następnie miłość swojego życia, młodego i przystojnego rycerza. Te, które zdecydowały się na ucieczkę z nim i rozpoczęcie nowego życia, są szczęśliwe. Te, które mimo niechęci do mężów pozostały z nimi, zostają surowo ukarane (bohaterka drugiej noweli Meridionne zostaje oddana psom). Kobieta nie ma jednak żadnego wyboru w życiu - tak czy inaczej jest podległa męskiej namiętności, jej obowiązkiem jest być obiektem pożądania. 

## Cechy i wymowa utworu
Konstrukcja Opowiadań miłosnych znamionuje literacką erudycję autorki (lub autorów), podstawą opowiadań są bowiem historie starsze, o pochodzeniu antycznym, włoskim lub prowansalskim. Chociaż we wstępie Jeanne Flore przeprasza za niedociągnięcia swojego języka literackiego, w dziele zastosowana jest skomplikowana składnia oraz liczne wyrazy pochodzenia łacińskiego i greckiego. 
Bardziej kontrowersyjna jest kwestia wymowy utworu - mimo pochwały kobiecej namiętności i podkreślenia prawa kobiet do przeżywania tego rodzaju miłości, jej rola zostaje ograniczona do pozycji obiektu pożądania i zachwytu. Bohaterki utworu nie domagają się autonomii w zakresie rozwoju osobistego, edukacji ani dostępu do kultury i życia publicznego. Może to wskazywać na dydaktyczny charakter całości i traktowanie kobiet wyzwolonych jako antyprzykładu, niesformułowanej wprost rady, by młode dziewczęta zachowywały czystość i były wierne nawet w nieudanym małżeństwie. 